# Yuanshi (socken i Kina)
Yuanshi (kinesiska: 元石乡, 元石) är en socken i Kina. Den ligger i provinsen Sichuan, i den sydvästra delen av landet, omkring 310 kilometer öster om provinshuvudstaden Chengdu. Antalet invånare är 16 044. Befolkningen består av 7 966 kvinnor och 8 078 män. Barn under 15 år utgör 21,0 %, vuxna 15-64 år 66 %, och äldre över 65 år 12,0 %.
Genomsnittlig årsnederbörd är 1 699 millimeter. Den regnigaste månaden är september, med i genomsnitt 337 mm nederbörd, och den torraste är december, med 12 mm nederbörd.